# Struck by Lightning
Struck by Lightning é um filme de comédia dramática escrito e estrelado por Chris Colfer, também baseado em seu livro, e dirigido por Brian Dannelly. No seu último ano do ensino médio, Carson Phillips é atingido por um raio e morto no estacionamento de seu colégio, ele conta como ele chantageou seus colegas para que contribuissem para sua revista literária.
O filme estreou no Tribeca Film Festival em 21 de abril de 2012. O filme está disponível no Demand e foi lançado à venda física em 11 de janeiro de 2013.

## Enredo
Carson Phillips (Chris Colfer) é aleatoriamente atingido e morto por um raio. Sua mãe Sheryl (Allison Janney) é avisada de sua morte, e há um funeral. O agora falecido Carson narra a história de sua vida. Quando criança, ele começa a escrever para se distrair do casamento destrutivo de seus pais. Depois de seu pai ir embora, ele e Sheryl ficaram sós. No momento em que Carson tem dezessete anos, sua mãe procura consolo em bebidas e drogas legais. Carson é desprezado praticamente por todos em seu colégio, principalmente por conta de seu sarcástico e indelicado comportamento. Ele deseja ir para a Universidade Northwestern para que um dia se torne o editor ais novo do The New Yorker, mas até agora tem tido sucesso limitado em fazer esses sonhos acontecerem.
Um dia durante um encontro do clube dos escritores, Malerie Baggs (Rebel Wilson), uma estudante que gosta de filmar tudo, entra para pedir conselho sobre seus contos. Carson diz a ela para não desistir, e fala que ela não pode encontrar as ideias, as ideias que têm que achá-la. Ele mais tarde vai para uma reunião do conselho estudantil liderado pela capitã das líderes de torcida Claire Matthews (Sarah Hyland). Claire, assim como todos no conselho estudantil, resolve ignorá-lo por conta de suas constantes obejeções às suas ideias. Enquanto Sheryl está pegando várias prescrições de remédio, ela conversa com a alegre nova farmacêutica April (Christina Hendricks), que está grávida de seis meses. Carson também visita a sua avó (Polly Bergen), a primeira pessoa a encorajar sua escrita, mas ela não sabe quem ele é por conta de seu Mal de Alzheimer. Ela lhe diz que o neto dela costumava ser feliz e cheio de vida, mas agora era sua própria "nuvem de chuva". Em casa, Sheryl, intoxicada, diz que Carson ainda é jovem o bastante para conseguir fazer algo de sua vida. April fala com o pai de Carson, Neal (Dermot Mulroney) sobre seu encontro com Sheryl. Neal diz para ela não se preocupar com o que as outras pessoas fazem, e que seu bebê irá ser trazido ao mundo por dois pais amorosos e sãos.
Enquanto Carson está acabando o jornal da escola à noite, ele acidentalmente vê o estudante rico Nicholas Forbes (Carter Jenkins) e o extravagante presidente do clube de teatro Scott Thomas (Graham Rogers) se beijando em um box de banheiro. Nicholas, horrorizado, implora Carson para não contar a ninguém pois sua família iria desaprovar a sua homossexualidade. Carson concorda com a condição que eles contribuam para o jornal até que os dois se formem. April e Neal visitam o advogado de Neal para acertar algumas questões legais. April, que não sabia de nada sobre Carson e Sheryl, se enfurece quando descobre que Neal ainda está casado no civil. A orientadora de Carson (Angela Kinsey) informa a ele que um jeito de aumentar sua chances de entrar na Northwestern seria criando uma revista literária para mostrar que ele consegue inspirar os outros a escreverem. Ele consegue a permissão para começar a revista de seu diretor conservador (Brad William Henke), mas precisa ter seu próprio orçamento. Depois de receber uma inesperada ligação de Neal, Sheryl corre para se arrumar. Durante seu curto encontro, she relutantemente assina os documentos de divórcio, e vai se consultar com seu médico. Ele aconselha que ela dê Antidepressivo para Carson, afirmando que o remédio iria melhorar seu humor, assim deixando ele menos ansioso para ir para a universidade.
Quando ela comenta sobre isto durante o jantar, Carson rapidamente recusa sua oferta, dizendo que as pessoas de hoje em dia preferem usar drogas do que realmente resolverem seus problemas. Sheryl diz a ele que durante a sua infância, ele tomava remédio para hiperatividade. Apesar disso, Carson concorda em tomar os antidepressivos em troca dos 300 dólares que ele precisa para imprimir a revista. Ele anuncia na reunião da escola que todas as submissões serão aceitas, mas depois encontra a caixa de submissões cheia de lixo. Malerie tenta lhe consolar dando de exemplo como Nicholas e Scott são provas de como ele pode convencer os outros a escrever. Carson diz a ela o verdadeiro motivo deles estarem participando do jornal, e ela conta que ela encontrou Claire fazendo sexo com o treinador Walker (Charlie Finn), que também é o irmão do namorado dela, Justin (Robbie Amell). Malerie diz que todos em sua escola provavelmente têm um segredo vergonhoso que eles não gostariam que fosse revelado.
Sheryl se encontra com April de novo quando April reconhece o nome de Carson na prescrição do antidepressivo. Ela então volta para casa e exige a Neal que ele conheça seu filho. Durante o desfile de boas-vindas, Carson é forçado a puxar o carro do clube dos escritores depois que as líderes de torcida pegam o carro que era supostamente dele. Se sentido mais humilhado que nunca, Carson decide chantagear vários de seus colegas para escrever para a revista literária. Ele engana a presidente do anuário Remy Baker (Allie Grant) a mandar para ele uma foto comprometedora que poderia arruinar sua reputação. Juntos, ele e Malerie chantageiam seus companheiros de clube Dwayne (Matt Prokop) por trazer maconha para o colégio, e a garota gótica Vicki (Ashley Rickards) por tirar fotos inapropriadas que seus religiosos pais iriam desaprovar. Carson também descobre que o suposto estudante de intercâmbio Emilio (Robert Aguire) é de San Diego, sabe muito pouco de espanhol, e usa seus falso-exótico charme para seduzir a secretária do diretor.
Durante um encontro com os outros estudantes e o treinador Walker, Carson extorque acordos que todos deverão entregar algo para a revista se eles querem que seus segredos permaneçam em sigilo. (Neste modo, o filme é similar ao Harper Valley PTA e algumas partes do Heathers.) Carson também diz a Claire e ao treinador Walker que eles precisam fazer cada líder de torcida e jogador de futebol escrever algo para a revista também, para popularizá-la. Os que concordaram escrevem algo que reflete em seus problemas pessoais. Nicholas escreve um poema expressando como dinheiro não irá ficar no caminho de seus sentimentos por Scott, Justin escreve um texto sobre o porquê dele amar tanto futebol, e Remy escreve um conto sobre as dificuldades financeiras de seus pais. Quando Claire entrega seu texto, ela repreende Carson por agir tão superior a eles apenas porque ele sabe que pode escapar para uma vida melhor. Carson diz a Claire que ele lembra na segunda série o quanto ela queria ser uma bailarina, mas que por qualquer razão ela decidiu que não era boa o bastante. Claire revela que quando ela disse que ela queria ser uma bailarina, as outras crianças riram dela, portanto, Carson a lembra que ele não o fez, porque ele acreditava nela.
Depois da escola, Carson recebe uma ligação inesperada de seu pai. Neal conta a ele sobre April, o bebê, e como ele quer se reunir com ele em breve. Quando ele janta com Neal e April, Carson percebe que seu pai está tentando parecer que ele esteve mais presente em sua vida, que rapidamente resulta em uma discussão. Neal defende sua decisão de abandoná-los pois Sheryl era imprevisível, mas Carson replica que deixar ele sozinho com ela não foi a decisão certa, e vai embora. Depois, durante uma reunião do conselho estudantil com o diretor, Carson se opõe contra a proibição de marcas em roupas e acessórios no colégio. Como punição, o diretor tira todos os privilégios que os estudantes possuiam fora do colégio. Todos afirmam que a escola irá realmente odiar Carson pelo que fez, mas ele se defende dizendo que eles preferem ficar quietos do que reclamar seus direitos.
Sheryl diz a April que ela sabe que ela parece uma divorciada patética que se recusa a continuar com sua vida. Ela explica que ela deu tudo ao marido, e foi deixada com nada quando ele decidiu que ela não era o bastante para ele. Assim como April, Sheryl tinha um filho para mantê-lo por perto, mas isto não mudou nada. Enquanto isso, Carson termina a primeira edição de sua revista literária, mas ela acaba sendo um fracasso por conta da repercussão do corpo estudantil. Carson também descobre que ele foi aceito na Northwestern, mas como ele não havia confirmado sua admissão, ele precisaria esperar dois anos para entrar e ir para outra faculdade neste período. Carson acredita que sua carta se perdeu no correio, mas depois de contar a sua mãe, Sheryl admite que ela jogou sua carta fora para protegê-lo da realidade de que seus sonhos provavelmente não vão se realizar.
Enquanto Carson e Malerie empacotam as revistas que não foram compradas, Carson pergunta a ela o por quê dela filmar tudo. Malerie responde que "Não importa se você está preso ao passado ou se você está tentando esquecê-lo, o que importa é o que você faz no presente." Quando Malerie está indo embora, ela pergunta a Carson se ele acha que eles são amigos. Ele diz que eles são melhores amigos. Carson repentinamente decide que há uma história a mais para escrever; a sua própria. Sua narração explica como ele finalmente percebeu que, apesar de tudo que ele passou, ele conseguiu que outros estudantes escrevessem para a sua revista, então pela primeira vez em sua vida, ele estava verdadeiramente feliz. Ele é mostrado então saindo da escola quando a tempestade começa.
Demora três dias para que as pessoas achem o corpo de Carson. Sheryl repetidamente liga para seu celular depois da visita da polícia, dizendo que ela precisa saber se ele está bem. Muitas pessoas, incluindo o diretor e os estudantes que o odiavam, comparecem ao funeral. É mostrado que Carson deixou uma marca em todos que lhe conheciam. Malerie vira presidente do clube dos escritores, enquanto Sheryl visita sua mãe no asilo.
Na última cena, Carson é mostrado saindo da escola em direção ao seu carro; a mesma cena em que ele é atingido por um raio. Portanto, desta vez, o raio não o atinge, implicando que a última história que ele escreveu foi a contada no filme.

## Elenco
- Chris Colfer como Carson Phillips,[1] o principal protagonista do filme e presidente do clube dos escritores. Ele é morto quando ele é atingido por um raio na cena de abertura. Ele é desprezado, depreciado e insultado por seus colegas, principalmente pela sarcástica e seca personalidade que ele adquiriu depois do divórcio de seus pais. Entretanto, apesar de seu constante sarcasmo e amargura, Carson também é visto como um indivíduo muito cuidadoso e que coloca quem ele ama em primeiro lugar, ele perdoa superficialmente e é compreensivo em relação a Claire, visita sua avó constantemente no asilo, aconselha Malerie em como escrever seus contos, e cobre sua mãe com um cobertor quando a vê desmaiada no sofá.
- Allison Janney como Sheryl Phillips,[2] mãe de Carson, alcoólica e viciada em remédios, não quer que Carson saia de casa para ir à universidade.
- Christina Hendricks como April,[1] esposa grávida do pai de Carson, Neal. Ela comparece ao funeral de Carson, mas aparentemente deixou Neal.
- Sarah Hyland como Claire Mathews,[2] a irritante chefe das líderes de torcida, assim como a presidente de classe, que está dormindo com o irmão de seu namorado, o treinador de futebol do colégio. É revelado depois que o motivo dela ser uma pessoa desagradável é porque ela desistiu de seus sonhos de ser uma bailarina, porque riram do sonho dela na segunda série, Carson sendo o único que não o fez. No fim, é revelado que ela levou os conselhos de Carson em relação ao baile em consideração.
- Carter Jenkins como Nicholas Forbes,[3] um rico estudante gay não assumido que está secretamente envolvido com Scott Thomas.
- Brad Henke como diretor Gifford,[3] o diretor do colégio com problemas de controlar sua raiva.
- Rebel Wilson como Malerie Baggs,[4] melhor amiga e parceira de Carson. Ela gosta de gravar tudo para preservar suas lembranças do ensino médio.
- Angela Kinsey como Srta. Sharpton,[3] a orientadora do colégio.
- Polly Bergen como Avó,[3] avó de Carson que possui o Mal de Alzheimer.
- Dermot Mulroneycomo Neal Phillips,[2] pai ausente de Carson.
- Allie Grant como Remy Baker,[3] a tensa presidente do anuário escolar.
- Ashley Rickards como Vicki Jordan,[5] a apática garota gótica.
- Robbie Amell como Justin Walker,[3] o capitão cabeça de vento do time de futebol.
- Charlie Finn como treinador Colin Walker, o treinador do time de futebol e irmão mais velho de Justin.
- Roberto Aguire como Emilio Lopez,[6] o suposto estudante de intercâmbio de El Salvador, mas que na verdade é de San Diego e sabe o básico de espanhol.
- Matt Prokop como Dwayne Michaels,[7] o maconheiro da escola.
- Graham Rogers como Scott Thomas, o extravagante presidente do clube de teatro. Como Carson, ele acredita que ele é destinado a fazer grandes coisas em sua vida. No fim do filme, ele e Nicholas são vistos sentando juntos no funeral de Carson.
- Adam Kolkin como Carson Phillips jovem.
- Taylor Clarke-Pepper como Dog Walker (sem créditos)